# Duyên Hải (xã)
Duyên Hải là một xã cũ thuộc huyện Hưng Hà, tỉnh Thái Bình, Việt Nam.
Xã Duyên Hải có diện tích 5,18 km², dân số năm 2014 là 6800 người. Bao gồm 8 thôn là Bùi Việt, Bùi Tiến, Bùi Minh, Kiều La, Văn Quan, Khả Tân, Khả Tiến, Khả Đông, mật độ dân số đạt 1313 người/km².

## Di Tích Lịch sử Văn Hoá Cấp Quốc Gia Đình Làng Bùi
Đình Bùi, xã Duyên Hải, huyện Hưng Hà, tỉnh Thái Bình là một công trình kiến trúc nghệ thuật thời Nguyễn còn được bảo tồn khá nguyên vẹn. Căn cứ vào dòng chữ Hán được ghi trên thượng lương, ngôi đình được trùng tu vào thời Nguyễn, năm Thành Thái thứ 16 (1904). Đến năm 2013, đình Bùi được tu bổ những hạng mục xuống cấp và có diện mạo Căn cứ vào thần tích và các sắc phong còn lưu tại di tích, Đình Bùi thờ 02 vị Thành hoàng làng Hoàng Công Đại vương và Lôi Công Đại vương đã cùng Tản Viên Sơn Thánh đánh giặc Thục vào thời vua Hùng Vương thứ 18.
Đình Bùi có diện tích là 800m2, kiến trúc kiểu chữ Đinh, gồm có các công trình sau: cổng đình, sân đình, hồ nước, Tiền tế, Ống muống, Hậu cung.
Tiền Tế: 5 gian, gian giữa rộng 3,7m; 2 gian bên mỗi gian rộng 3,4m; 2 gian trái rộng 3,3m, hai rĩ phía hồi 1,1m. Tổng diện tích tòa Tiền tế mặt bằng hình chữ nhật là: 117m2 (dài 15,6m; rộng 7,5m; cao 5,5m). Kiến trúc 04 hàng cột nên không có cột hiên. Các cột quân ở đây được lắp bạo ngưỡng và cánh cửa ở phía trước, các phía còn laị xây tường bao tạo nên một không gian khép kín cho di tích. Cũng từ các cột quân nhô ra những bẩy đỡ mái hiên mà đuôi bẩy được gìm ở phía dưới xà. Bộ khung gỗ tòa Tiền tế gồm 6 bộ vì, 4 bộ vì chính và 2 bộ vì trái; 4 bộ vì chính mỗi vì 4 hàng chân cột gồm 2 cột cái và 2 cột quân, 2 bộ vì trái gồm 4 cột quân. Các cột đều tạo dáng kiểu búp đòng thon về hai đầu. Các cột cái có kích thước cao 4,3m; chu vi 1,33m; đường kính 0,42m; các cột quân có kích thước cao 3,3m; chu vi 1,02m; đường kính 0,32m. Toàn bộ hệ thống các chân cột được kê trên chân tảng đá xanh có chạm khắc hoa văn hình cánh sen. Tòa Tiền tế của đình có nhiều mảng chạm khắc trên các cấu kiện kiến trúc như đầu bẩy, đầu dư và các thanh rường tiêu biểu cho nghệ thuật thời Nguyễn.
Ống muống: 2 gian, gian thứ nhất dài 3,5m; gian thứ hai dài 2,9m; Tổng diện tích tòa Ống muống mặt bằng hình chữ nhật: 48m2 (dài 6,4m; rộng 7,5m; cao 4,7m). Ống muống được nối từ Tiền tế xuống và ngăn cách bởi bộ cửa võng lớn mang phong cách nghệ thuật thời Nguyễn (chính giữa chạm mặt hổ phù, xung quanh chạm rồng chầu, phượng mớm, rùa đội đài sen, long mã hà đồ). Tòa Ống muống được trang trí đại tự, câu đối và đặt ban thờ công đồng. Trên ban thờ có bộ ngũ sự đồng, 01 giá kiếm thời Nguyễn, 02 lọ lộc bình, ống hương, chân đèn, bát hương.
Hậu cung: 3 gian, gian giữa dài 3,7m, gian hồi dài 1,9m; Tổng diện tích tòa Hậu cung mặt bằng hình chữ nhật: 25,2 m2 (dài 5,6; rộng 4,5m; cao 4,7m). Tòa Hậu cung là công trình kiến trúc mới được tu bổ tôn tạo. Khung kiến trúc bằng chất liệu bê tông cốt thép sơn giả gỗ, có 02 vì kèo được làm theo kiểu “ván mê” được sơn giả gỗ và đắp vẽ hoa văn đề tài “Lưỡng long chầu nhật” và “sen vịt” phần trang trí đắp vẽ sơn thiếp màu vàng.
Hiện tại, đình còn lưu giữ được 07 đạo sắc phong cho 02 vị phúc Thần.
Thời kỳ trước Cách mạng tháng Tám năm 1945, đình Bùi là địa điểm của các tổ chức quần chúng yêu nước như Hội tương tế, Hội ái hữu, Nhóm nông dân, Hội đọc sách báo. Đây là những tổ chức nòng cốt cho việc vận động, xây dựng lực lượng chuẩn bị tiến tới tổng khởi nghĩa giành chính quyền.
Thời kỳ kháng chiến chống Pháp, chống Mỹ, đình Bùi là địa điểm họp bàn bí mật của các đồng chí cán bộ tỉnh, huyện, xây dựng kế hoạch phá tề trừ gian, là địa điểm tập kết đóng quân của các đơn vị bộ đội chủ lực, là trạm đón tiếp, sơ cứu thương bệnh binh và kho chứa thóc phục vụ kháng chiến.
Với giá trị tiêu biểu trên, đình Bùi, xã Duyên Hải, huyện Hưng Hà, tỉnh Thái Bình được Bộ trưởng Bộ Văn hóa, Thể thao và Du lịch xếp hạng Di tích kiến trúc nghệ thuật quốc gia theo Quyết định số 3235/QĐ-BVHTTDL ngày 04/11/2020./.

## Đình Khả
Đình Khả là di tích lịch sử văn hóa quốc gia ở xã Duyên Hải. Nơi đây xưa là căn cứ của hào trưởng Nguyễn Phúc, sau là vị tướng nhà Đinh, ông đã giúp Đinh Bộ Lĩnh dẹp loạn mười hai sứ quân thống nhất sơn hà ở thế kỉ X và dân làng Khả đã có công góp sức người, sức của trong sự nghiệp vĩ đại ấy.